# Rödstrupig karakara
Rödstrupig karakara (Ibycter americanus) är en fågel i familjen falkar inom ordningen falkfåglar.

## Utbredning och systematik
Rödstrupig karakara placeras som enda art i släktet Ibycter. Fågeln förekommer från allra sydligaste Mexiko till norra Bolivia och södra Brasilien.

## Status och hot
Arten har ett stort utbredningsområde, men tros minska i antal, dock inte tillräckligt kraftigt för att den ska betraktas som hotad. Internationella naturvårdsunionen IUCN listar arten som livskraftig (LC). Beståndet uppskattas till i storleksordningen en halv miljon till fem miljoner vuxna individer.

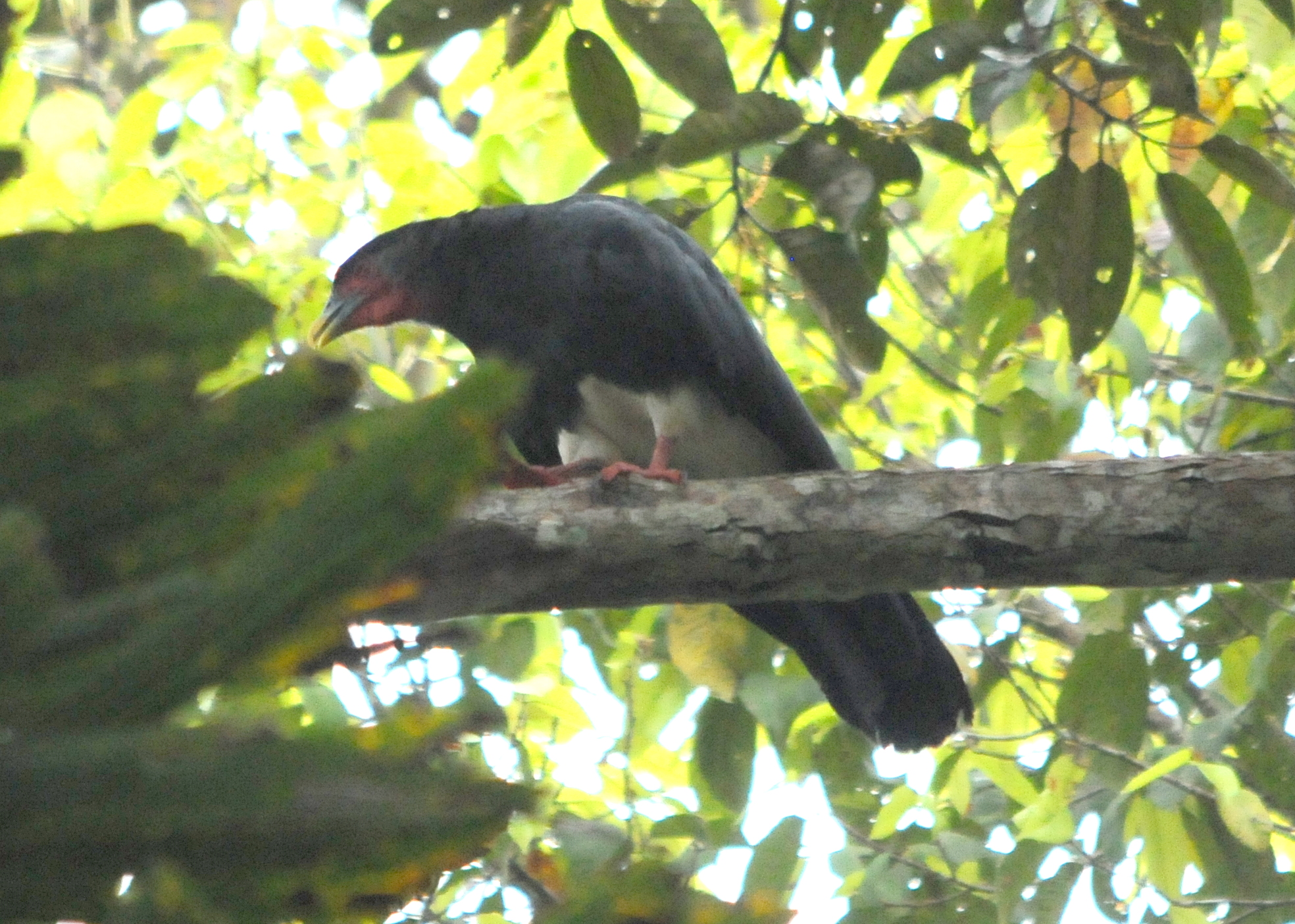